# Hiidenkangas
Hiidenkangas är en hed i Finland. Den ligger i Sastamala i landskapet Birkaland, i den södra delen av landet, 160 km nordväst om huvudstaden Helsingfors.